# Costa di Rovigo
Costa di Rovigo – miejscowość i gmina we Włoszech, w regionie Wenecja Euganejska, w prowincji Rovigo.
Według danych na rok 2004 gminę zamieszkiwało 2956 osób, 184,8 os./km².